# Rosetta Cutolo
Domenica Rosa Cutolo, meglio nota come Rosetta (Ottaviano, 1º gennaio 1937 – Ottaviano, 14 ottobre 2023), è stata una mafiosa italiana.
Sorella maggiore del camorrista Raffaele Cutolo e di Pasquale Cutolo, era considerata l'esponente principale della Nuova Camorra Organizzata poiché, nel corso delle lunghe detenzioni del fratello, diresse il clan gestendone gli introiti. Non si sposò mai e visse sempre a Ottaviano, dove morì il 14 ottobre 2023.

## Biografia

### L'inizio della carriera criminale
Visse per un lungo periodo, assistita e protetta dal maggiordomo Francesco Violento, nel Palazzo Mediceo di Ottaviano, un edificio del XVI secolo con 50 camere e un grande parco; in questa residenza, Rosetta teneva la contabilità delle estorsioni realizzate dai capozona e provvedeva col denaro estorto alla povera gente, ad assistere legalmente ed economicamente, le famiglie dei carcerati. Inoltre, teneva un minuzioso elenco degli affiliati conservato in una nicchia scavata in una parete del castello e coperta da un quadro. Secondo il piano di Raffaele Cutolo, una volta liberi, gli affiliati inviavano a Rosetta un "fiore", ossia un'offerta in denaro. La donna provvedeva a riutilizzare tali risorse per creare un vincolo di fedeltà tra gli affiliati.

### La latitanza
Imputata in diversi processi, il 12 settembre 1981 scampò all'arresto quando la polizia fece irruzione nel castello mediceo di Ottaviano al termine di un vertice della camorra. Con Rosetta Cutolo, infatti, c'era tutto lo stato maggiore della NCO (Nuova Camorra Organizzata) e un esponente del partito della Democrazia Cristiana di Ottaviano. La polizia sequestrò una grande quantità di documenti e le mappe che dividevano l'area napoletana nelle zone di influenza controllate dal clan. Da quel momento, Rosetta cominciò una lunga latitanza con l'aiuto di don Giuseppe Romano, sacerdote confessore della famiglia e di altri membri della NCO. Più volte sfuggì alla cattura, come nel 1990 quando scappò da un convento poco prima di un blitz dei carabinieri. L'8 febbraio 1993, dopo alcune trattative che impegnarono anche i servizi segreti, si costituì per scontare 9 anni e 7 mesi per associazione mafiosa. Dopo sei anni tornò a Ottaviano, dove visse sino alla sua morte.

### L'intervista su l'Espresso
Un'inchiesta del giornalista Claudio Pappaianni, pubblicata sul settimanale L'Espresso nel 2009, rese evidenti i rapporti tra il presidente della provincia di Napoli Luigi Cesaro e la NCO di Cutolo. Luigi Cesaro ammise che, nel corso degli anni ottanta, aveva chiesto la protezione di Rosetta Cutolo per sfuggire alle continue estorsioni. Cesaro, al fine di sottrarsi alle pesanti richieste estorsive del gruppo di Pasquale Scotti, aveva chiesto l'intercessione di Rosetta Cutolo, la quale, a sua volta, aveva inviato una lettera di raccomandazione a Scotti.

## Nella cultura di massa
- Nel film Il camorrista di Giuseppe Tornatore, il personaggio di Rosaria — interpretato da Laura del Sol e doppiato da Lina Polito — è un riferimento a Rosetta Cutolo.
- Nel 1999, con le altre detenute del carcere di Sollicciano, ha portato in scena Filumena Marturano di Eduardo De Filippo al Teatro della Pergola, interpretando il ruolo della protagonista[12].